# Копил Євген Петрович
Євген Петрович Копил (нар. 25 травня 1986, Київ, УРСР) — український футболіст, виступав на позиції воротаря.

## Клубна кар'єра
Вихованець київського футболу. У ДЮФЛУ виступав за ДЮСШ-15 (Київ). З 2003 року по 2007 роки виступав за «Динамо-3», «Динамо-2» і дубль київського «Динамо». У дублі Євген провів 8 матчів. У липні 2007 року побував на перегляді в полтавській «Ворсклі». Проте після цього перейшов у польський клуб «Заглемб'є» (Сосновець). В Екстраклясі дебютував 27 жовтня 2007 року в матчі проти любінського «Заглемб'є» (2:1). Влітку 2008 року перейшов в «Заглембє» (Любін). На початку 2010 року повернувся до України, де став гравцем луганської «Зорі», проте за першу команду ліганців не зіграв жодного офіційного поєдинку й на початку 2011 олку перейшов до азербайджанського «Хазар-Ленкараня». Наступного року повернувся до України, де з 2012 по 2015 рік виступав в чемпіонаті Київської області за аматорські клуби «Бородянку», «Бучу» та «Діназ». У 2015 році завершив кар'єру футболіста.

## Кар'єра в збірній
Виступав у юнацькій збірній України (U-17) та (U-19).